# Teoria de la Defrontació
La teoria de la defrontació o d'enfrentació, és una tesi creada per justificar la presència del Brasil en un repartiment futur d'un sector de l'Antàrtida anomenat Antàrtida Americana o Quadrant Antàrtic Sud-americà, que va ser creada per la geopolítica brasilera Therezinha de Castro i publicada en el seu llibre Antàrtica: Teoria dona Defrontação.
Sobre aquesta teoria se sustenten les possibles reclamacions brasileres a un sector de l'Antàrtida i va donar lloc a l'interès antàrtic d'altres estats sud-americans que van ser inclosos en el marc teòric de la seva aplicació: l'Uruguai, el Perú i l'Equador. Més recentment s'ha despertat l'interès de Colòmbia sobre l'Antàrtida, basant-se en la projecció que l'illa de Malpelo li donaria aplicant la Teoria de la Defrontació, tot i que aquesta no ho contempla, a més que aquesta projecció parteix d'una zona compresa completament en l'hemisferi nord. El 31 de gener de 1989 Colòmbia va passar a ser membre adherent del Tractat Antàrtic.
Encara que la teoria contempla també sectors per a l'Argentina i Xile, aquests països la rebutgen, ja que en cas d'aplicar la mateixa, el repartiment es faria sobre els sectors que ambdós països reclamen com porcions del seu territori sobirà a l'Antàrtida: l'Antàrtida Argentina i el Territori Xilè Antàrtic. Tots dos països s'adhereixen a la Teoria dels Sectors Polars.

## Origen de la teoria
Per no haver participat en l'Any Geofísic Internacional, el Brasil no va ser convidat a participar en la conferència antàrtica que va donar lloc a la signatura del Tractat Antàrtic l'1 de desembre de 1959. Ja havien sorgit al Brasil visions geopolítiques que postulaven que aquest país havia de desenvolupar una forta presència en l'oceà Atlàntic Sud que arribés fins a l'Antàrtida, la qual cosa va incentivar l'interès brasiler en aquest continent. Entre els principals promotors d'aquesta visió geopolítica brasilera es trobaven Therezinha de Castro i Carlos Delgado de Carvalho. Tots dos van postular en 1956 la seva Teoria da Defrontação, publicant Castro aquest any l'article A Questão dona Antàrtica, que va rebre el suport de sectors militars brasilers i que es va difondre en 1971 aconseguint que aquest país van adherir al Tractat Antàrtic el 16 de maig de 1975. La teoria li assigna al Brasil 500.000 km² a l'Antàrtida i postula que els països de l'hemisferi nord havien de lliurar les seves bases als de l'hemisferi sud a la zona del Quadrant Americà. El desenvolupament de l'interès antàrtic va fer que el Brasil realitzés la seva primera expedició a l'Antàrtida en 1982, passant a ser membre consultiu del tractat des del 12 de setembre de 1983 i s'inaugurés la seva primera base (Estació Antàrtica Comandant Ferraz) a l'Antàrtida el 6 de febrer de 1984.

## La teoria
La teoria es basa en la projecció de les costes sud-americanes sobre les costes de l'Antàrtida mitjançant els mateixos meridians. Els punts costaners més extrems a l'occident i l'orient de cada país defineixen els meridians que es projectaria sobre l'Antàrtida. Es tenen en compte també les illes per ampliar l'arc de projecció més enllà de les costes sud-americanes.
El sector d'aplicació de la teoria, entre els meridians 24° i 90° de longitud oest de Greenwich fins al pol Sud, correspon a part de la Zona de Seguretat Americana establerta per l'article IV del Tractat Interamericà d'Assistència Recíproca (Tiara), signat a Rio de Janeiro el 2 de setembre de 1947. Es va argumentar que els països americans són responsables de la defensa d'aquest sector antàrtic en virtut de ser part de la zona coberta pel Tiara, i per això tenen drets també a la seva possessió futura.
La teoria postula que només pot ser aplicada als països de l'hemisferi sud d'Amèrica que tenen costes marítimes projectables cap a l'Antàrtida, els quals serien:
- L'Equador: des del límit occidental de la zona de seguretat del Tiara als 90° O (illes Galápagos) fins als 81° 19′ 49″ O (punta Balcons al Departament de Piura)
- El Perú: des dels 81° 19′ 49″ O fins als 80° 50′ 15″ O (illa Alejandro Selkirk a les illes Juan Fernández)
- Xile: des dels 80° 50′ 15″ O fins als 67° 16′ 50″ O (Cap d'Hornos)
- L'Argentina: des dels 67° 16′ 50″ O fins als 56° 39′ 53″ O (punta Médano del terme Sant Antoni)
- L'Uruguai: des dels 56° 39′ 53″ O fins als 53° 22′ 10″ O (cala de Chuí)
- El Brasil: des dels 53° 22′ 10″ O fins als 24° O (límit oriental de la zona de seguretat del Tiara l'est de les illes Martín Vaz)

Les illes xilenes ubicades a la Polinèsia: illa de Pasqua i illa Sala i Gómez, no són considerades per no ser part d'Amèrica. Tampoc es té en compte la projecció que podria correspondre a les illes Malvines i les illes Geòrgia del Sud i Sandwich del Sud, administrades pel Regne Unit, però reclamades activament per l'Argentina. Ni es va considerar la projecció de l'illa colombiana de Malpelo, per ser aquest un país de l'hemisferi nord. En el cas de l'Equador, la teoria només contempla la seva projecció basant-se en les illes Galápagos i no al seu territori continental, que no es projecta sobre l'Antàrtida.
La teoria pretén ser l'instrument perquè els països sud-americans tinguin una postura comuna en un eventual repartiment de l'Antàrtida.

## Posició del Brasil davant l'Antàrtida
En adherir-se al Tractat Antàrtic el 16 de maig de 1975, el Brasil va expressar les seves reserves en relació als seus drets territorials a l'Antàrtida fent la seva primera menció oficial de la Teoria de la Defrontació. No obstant això, el govern brasiler no ha expressat cap reclam al territori antàrtic, mantenint la seva política al respecte dins dels cànons del Tractat Antàrtic, que prohibeix realitzar noves reclamacions de sobirania. Diverses fonts assenyalen que a 1986 es va definir una zona d'interès brasiler a l'Antàrtida, corresponent al sector des del pol Sud al paral·lel 60° S i entre els meridians 28° O i 53° O.
El Tractat Antàrtic assenyala respecte de noves reclamacions:
| « | Article IV : El Tractat no afecta els drets de sobirania de les parts contractants o les seves reclamacions territorials que hagin fet valer anteriorment. Es prohibeix formular noves reclamacions territorials mentre el Tractat es trobi en vigència. Res del que es faci millorarà o empitjorarà les actuals reclamacions territorials. | » |

El Brasil, en signar el Tractat Antàrtic es va adherir també a la postura que el mateix té característiques  erga omnes , és a dir que obliga al seu compliment a tot el món, hagin adherit a ell o no. Molts consideren això contrari a l'article 34 de la Convenció de Viena de 1969 sobre drets dels tractats, la qual deixa clar que  un tractat no crea cap obligació ni drets per a un tercer estat, sense el seu consentiment. 

## Equador
En 1967 l'Assemblea Nacional Constituent de l'Equador, prenent com a base els estudis realitzats pel coronel Marc Bustamante, va declarar els drets equatorians a posseir un sector de l'Antàrtida d'acord amb la Teoria de la Defrontació, que va ser invocada entre els fonaments:
| « | La República de l'Equador, té dret a la part de l'Antàrtida interceptada pels meridians 84 ° 30 'i 96 ° 30' de longitud oest de Greenwich, per estar situada al continent Sud-americà, amb el seu territori continental i la seva posició insular de les Illes Galápagos, amb la sobirania del mar territorial de 200 milles, tant en el continent, com a les Illes Galápagos i d'acord amb la teoria reconeguda per altres països, d'accessió per sectors polars, defrontació o enfrentació. | » |

Equador va fixar els seus reclams antàrtics entre els meridians extrems de l'arxipèlag de Colom (Galápagos), tenint en compte el mar territorial que reclama des d'aquestes illes. Totalitzant 323.000 km² sobre l'Antàrtida. Aquesta declaració va originar una protesta de Xile.
No obstant això, Equador no va realitzar cap activitat antàrtida fins a l'enviament el 1984 de dos oficials convidats per l'Armada de Xile. El 15 de setembre de 1987 Equador va adherir al Tractat Antàrtic i el 19 de novembre de 1990 va adquirir la categoria de membre consultiu, fundant aquell any la Base Pedro Vicente Maldonado. El 6 de juny de 1987, en aprovar l'ingrés al Tractat Antàrtic, el Congrés va reafirmar la declaració de 1967.
En la seva Constitució Política sancionada en 2008, s'han fixat els seus drets antàrtics:
| «                                                                                  | Art 4.-L'Estat equatorià exercirà drets sobre els segments corresponents de l'òrbita sincrònica geostacionària, els espais marítims i l'Antàrtida. | » |
| — TÍTOL I - Elements constitutius L'ESTAT - Capítol primer - Principis fonamentals | |   |

## Perú
En 1976 la Societat Geogràfica de Lima va postular que el Perú tenia dret al sector de l'Antàrtida entre els meridians 81° 20′ O (corresponent a punta Balcons) i 75° 40′ O (corresponent a platja la Rinconada Sud). S'aplicava així una forma modificada de la Teoria de la Defrontació sense tenir en compte la projecció xilena de les illes de Juan Fernández. Aquesta iniciativa va fer que el 3 de maig de 1979 l'Assemblea Constituent del Perú aprovés la declaració:
| « | L'Assemblea Constituent declara que el Perú, país de l'hemisferi austral, vinculat a l'Antàrtida per costes que es projecten cap a ella, així com per factors ecològics i antecedents històrics, propicia la vigència d'un règim internacional que, sense detriment dels drets que corresponen a la Nació, asseguri, en benefici de tota la humanitat, la racional i equitativa explotació dels recursos d'aquest continent. | » |

El 10 d'abril de 1981 el govern peruà va declarar que:
| « | El territori antàrtic Peruà està comprès entre els meridians 84 ° i 90 ° Longitud Oest i fins al Pol Sud, als 90 ° Latitud Sud. | » |

Aquell dia al Perú es va incorporar al Tractat Antàrtic com a membre adherent. A 1989 va fundar la Base Machu Picchu i va adquirir l'estatus de membre consultiu.
En 1993 l'Assemblea Constituent va ampliar la declaració de 1979:
| « | el Congrés Constituent DEMOCRÀTIC DECLARA que al Perú, país de l'hemisferi austral, vinculat a l'Antàrtida per costes que es projecten cap a ella, així com per factors ecològics i antecedents històrics, i conforme amb els drets i obligacions que té com a part consultiva del Tractat Antàrtic, propicia la conservació de l'Antàrtida com una Zona de Pau dedicada a la investigació científica, i la vigència d'un règim internacional que, sense detriment dels drets que corresponen a la Nació, promogui en benefici de tota la humanitat la racional i equitativa explotació dels recursos de l'Antàrtida, i asseguri la protecció i conservació de l'ecosistema d'aquest continent. | » |

## Uruguai
La teoria va despertar també l'interès uruguaià a l'Antàrtida. En 1968 el professor Juli Cèsar Musso, president de l'Institut Antàrtic Uruguaià creat aquest any, va publicar el llibre  Antàrtida Uruguaiana . En adherir al Tractat Antàrtic l'11 de gener de 1980, Uruguai va reservar els seus drets territorials sobre l'Antàrtida que poguessin correspondre a conseqüència de la seva situació geogràfica i influència que l'Antàrtida exerceix en el seu clima. El 22 de desembre de 1984 va crear la Base Científica Antàrtica Artigas. El 7 d'octubre de 1985 Uruguai va adquirir la categoria de membre consultiu del Tractat Antàrtic.

## Crítiques
La teoria rep el rebuig de l'Argentina i Xile, i també el de nombrosos estudiosos que la consideren sense cap fonament legal. D'acord amb la CONVEMAR, de la qual Brasil i Uruguai són part, els límits sobre el mar no poden estendre's a més de 200 milles de la costa, crítica que també es fa a la Teoria dels Sectors invocada per l'Argentina i Xile i formulada
pel senador canadenc Pascal Poirier el 20 de febrer de 1907. Però aquests països basen més els seus reclams antàrtics en consideracions geogràfiques, històriques i legals.